# گکوی ریشو
گکوی ریشو (نام علمی: Lucasium damaeum) نام یک گونه از سرده گکوهای زمینی است.